# Töölö

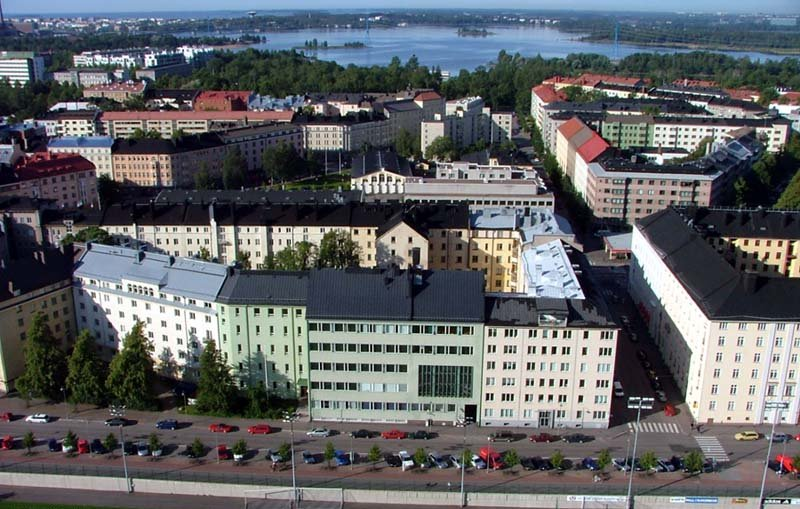
Blick vom Olympiastadion auf Taka-Töölö

Sibelius-Denkmal

Töölö [ˈtøːlø] (schwed. Tölö) ist ein Gebiet der finnischen Hauptstadt Helsinki, das den zentrumsnahen Stadtteil Etu-Töölö (vorderes Töölö) und den nördlich daran angrenzenden Stadtteil Taka-Töölö (hinteres Töölö) umfasst. Vor allem Etu-Töölö gilt als attraktive Wohngegend.
Töölö grenzt im Süden an den Stadtteil Kamppi, im Westen an die Hietaniemi-Bucht, im Osten an die Töölö-Bucht (Töölönlahti) und im Norden an den Stadtteil Meilahti. Die Grenze zwischen Etu-Töölö und Taka-Töölö verläuft entlang dem Hesperia-Park.
Zu den Sehenswürdigkeiten Töölös gehören das Parlamentsgebäude (Eduskuntatalo), die Felsenkirche (Temppeliaukio-Kirche), das Sibelius-Denkmal, das Olympiastadion und die Finlandia-Halle.